# K-173 Krasnoïarsk
Pour les articles homonymes, voir Krasnoïarsk (homonymie).
Le K-173 Krasnoïarsk (en russe : К-173 « Красноярск ») est un sous-marin nucléaire d'attaque du projet 949A « Anteï » (code OTAN : classe Oscar-II) lancé par la Marine soviétique le 31 décembre 1986 il sert dans la Marine russe. Le K-173 Krasnoïarsk est mis en réserve en 1995.

## Service
Le sous-marin nucléaire d'attaque K-173 est inscrit sur les listes de la Marine soviétique le 19 janvier 1983 en tant que « croiseur sous-marin ». La quille du bâtiment est posée le 4 août 1983 au chantier naval no 55 de Sevmash à Severodvinsk sous le numéro de coque 618. L'équipage du navire est officiellement constitué le 3 mars 1984 et il est envoyé en formation jusqu'en décembre 1985 au centre de formation de la Marine à Obninsk. En 1986, l'équipage arrive à Severodvinsk où le K-173 a été affecté à la 339e brigade autonome de sous-marins de la Flotte du Nord. Le K-173 est lancé le 27 mars 1986, il effectue une série d’essais en mer à l'été et à l'automne de la même année. Le 30 décembre 1986 le pavillon de la Marine soviétique est hissé à bord du K-173 pour la première fois. Le lendemain, le 31 décembre 1986, il entre officiellement en service. 

### Service au sein de la flotte du Nord
Du 6 au 10 janvier 1987, dans des conditions de tempête, de grand froid et des conditions de glace difficiles le bâtiment est transféré à une base navale permanente, dans la baie Bolchaïa Lopatka. Le 24 février, le K-173 est affecté à la 11e division de la 1re Flottille de sous-marins de la Flotte du Nord basée à Zapadnaïa Litsa. De juin à décembre 1987, le bâtiment est à Severodvinsk où il effectue des essais supplémentaires pour améliorer la qualité des futurs bâtiments de la classe. Des finitions sont apportées au bâtiment, certains défauts sont corrigés par les ouvriers de Sevmash en coopération avec l'équipage grâce à leur retour d'expérience, et notamment sur le principal générateur électrique qui connaissait des dysfonctionnements.
En 1988 et 1991, le K-173 participe à des exercices, il effectue des tirs de missiles et de torpilles. En avril 1991, en préparation pour le transfert du bâtiment à la Flotte du Pacifique l'équipage du K-173 passe sur le K-410 Smolensk alors que l'équipage du K-410 devient le nouvel équipage de K-173. De la mi-août à la mi-septembre, le K-173 est commandé par le capitaine 1er rang Arkadi Petrovitch Efanov. Il effectue, en compagnie du K-442 Tcheliabinsk, le transit de la Flotte du Nord à la Flotte du Pacifique par le nord en passant sous la banquise. Son nouveau port d'attache est la base navale de Vilioutchinsk, dans la baie d'Avatcha. 

### Service au sein de la flotte du Pacifique
À la fin du mois de septembre 1991, le K-173 est affecté dans la 10e division de la 2e Flottille de sous-marins de la Flotte du Pacifique dans la baie de Kracheninnikov, à proximité de Vilioutchinsk. En 1991-1995, le navire effectue deux missions de combat. Le 13 avril 1993, K-173 est renommé Krasnoïarsk, après que les autorités de la ville de Krasnoïarsk aient décidé de parrainer le bâtiment. En 1993, le Krasnoïarsk procède à des tirs de missiles sur des cibles de surface, il reçoit à cette occasion le prix du Commandant en Chef de la marine.

### Placement en réserve et statut actuel
En novembre 1995, le K-173 Krasnoïarsk est placé en réserve, dans la baie de Kracheninnikov, en attente de révision au chantier Zvezda. Les réacteurs nucléaires sont stoppés, les armes déchargées, l'équipage est placé dans une caserne côtière, le bâtiment est alors alimenté en énergie au moyen de câbles électriques à partir de la rive. En 1998, il est versé à la 304e DiIBS (division de stockage pour les bâtiments mis en réserve sur le long terme).
Au début des années 2000, l'état du navire est considéré comme satisfaisant et celui de certains systèmes du navire comme excellent. Avant 2002, l'équipage du K-173 envoie plusieurs lettres au gouverneur de l’oblast de Krasnoïarsk Aleksandr Lebed pour lui demander d'intervenir en faveur de la remise en service du Krasnoïarsk, mais les appels des représentants de la région au Ministère de la Défense restent sans réponse. En 2001, la ville Krasnoïarsk alloue, sur son budget, la somme de 250 000 roubles aux équipages du K-173 cantonnés à leurs casernes. En 2002, l'entretien et la restauration de Krasnoïarsk avait coûté environ deux milliards de roubles. 
Du 21 novembre au 28 décembre 2009, un appel d'offres est lancé par l'État russe pour la réalisation des travaux : le retrait du combustible nucléaire usagé du sous-marin K-173 Krasnoïarsk, dans le cadre du sous-programme « utilisation industrielle de sous-marins nucléaires, des navires de surface à propulsion nucléaire, des navires de soutien à propulsion nucléaire pour l'entretien et la réhabilitation des bases côtières (2005-2010) ». Le coût des travaux est estimé à 62 300 000 roubles, l'appel d'offres est finalement annulé.
En juin-juillet 2010, le K-173 est rayé de la liste de la Marine russe. En 2012, il est placé en attente de démantèlement à Ribachi. Le 15 mai 2014, son démantèlement est annoncé. Celui-ci sera effectué par Rosatom pour la somme de 747 millions de roubles d'ici fin 2016.

## Commandants
1. N.I. Zemcov (1984-1987)
2. Arkadi Petrovitch Efanov (1987 - avril 1991, avril 1991 - septembre 1991), il commande le K-410 Smolensk pendant son transit)
3. Ilya Nikolaïevitch Kozlov (avril 1991 - novembre 1992)
4. A.E. Tourcan (novembre 1992-1995)
5. A. Outchakov (1995-1996)
6. A.V. Diki (1996-1997)
7. I.M. Doubkov (1997-1999)
8. Iouri Savine (1999)